# Virginia Bruce
Virginia Bruce (eg. Helen Virginia Briggs), född 29 september 1909 i Minneapolis, Minnesota, död 24 februari 1982 i Woodland Hills, Los Angeles, Kalifornien, var en amerikansk skådespelare.
Hon växte upp i Fargo, North Dakota och begav sig till Los Angeles i avsikten att studera vid UCLA. Istället kom hon att lockas av Hollywoodglamoren och fick småroller i diverse filmer. Hon medverkade i flera MGMfilmer under 1930-talet men lyckades aldrig bli en riktigt stor stjärna. 
Hon drog sig tillbaka från filmen 1932–1934, då hon var gift med filmskådespelaren John Gilbert; i äktenskapet föddes en dotter. Bruce gifte om sig 1937 med filmregissören J. Walter Ruben, som avled 1942. Sedermera var hon i två omgångar (1946–1951 och 1952–1964) gift med en turkisk invandrare och filmregissör, Ali Ipar.
Hon fortsatte genom åren att medverka i filmer; en av hennes sista roller var som Kim Novaks mor i Dröj hos mig främling... 1960.
Bland hennes mest kända filmer märks The Love Parade (1929), Kongo (1932), The Great Ziegfeld (1936) och Natten har tusen ögon (1948).

## Filmografi
- Dröj hos mig främling... (1960)
- Natten har tusen ögon (1948)

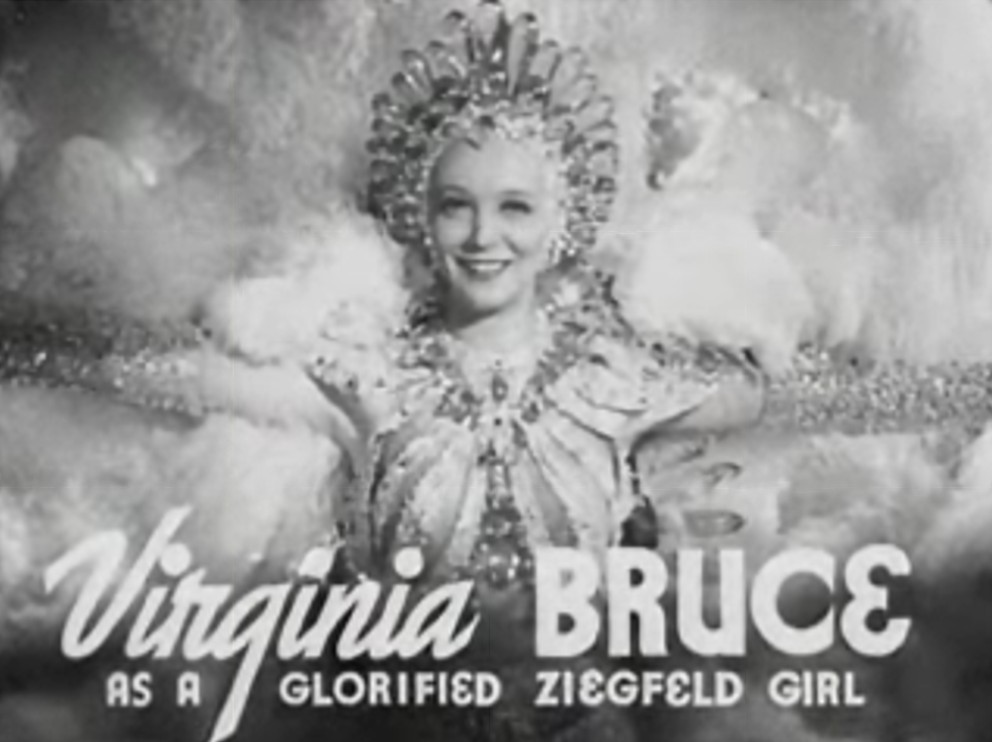
Virginia Bruce i Den store Ziegfeld (1936)

- State Department - File 649 (1948)
- Uppror i Arabien (1944)
- Brazil (1944)
- Careful, Soft Shoulders (1942)
- Ursäkta skynket (1942)
- Det hände i Washington (1941)
- Den osynliga kvinnan (1941)
- Flygets amazoner (1940)
- The Man Who Talked Too Much (1940)
- Tänk om jag gifter mig med chefen! (1940)
- Frihetens sång (1939)
- Det falska beviset (1939)
- Vem sköt McLain? (1939)
- Arsène Lupin gentlemannatjuv (1938)
- Uppror i äktenskapet (1938)
- En flicka överbord (1938)
- Privatdetektivens skugga (1938)
- Yellow Jack (1938)
- Bad Man of Brimstone (1937)
- När kärleken är ung (1937)
- Männen har det inte lätt! (1937)
- Women of Glamour (1937)
- Mellan två kvinnor (1937)
- Den store Ziegfeld (1936)
- Mitt liv är en dans (1936)
- Escapade (1935)
- Here Comes the Band (1935)
- Let'em Have It (1935)
- Metropolitan (1935)
- Enda beviset (1935)
- Times Square Lady (1935)
- Med berått mod (1935)
- Spännande timmar (1935)
- Dangerous Corner (1934)
- Jane Eyre (1934)
- Cirkus Barnum (1934)
- Kongo (1932)
- När vingarna brista (1932)
- Älskaren (1932)
- Mirakelmannen (1932)
- Vinnaren tar allt (1932)
- Pärlhalsbandsmysteriet (1930)
- Stridsflygarna (1930)
- Liljorna på marken (1930)